# Stenandrium
Stenandrium är ett släkte av akantusväxter. Stenandrium ingår i familjen akantusväxter.

## Bildgalleri

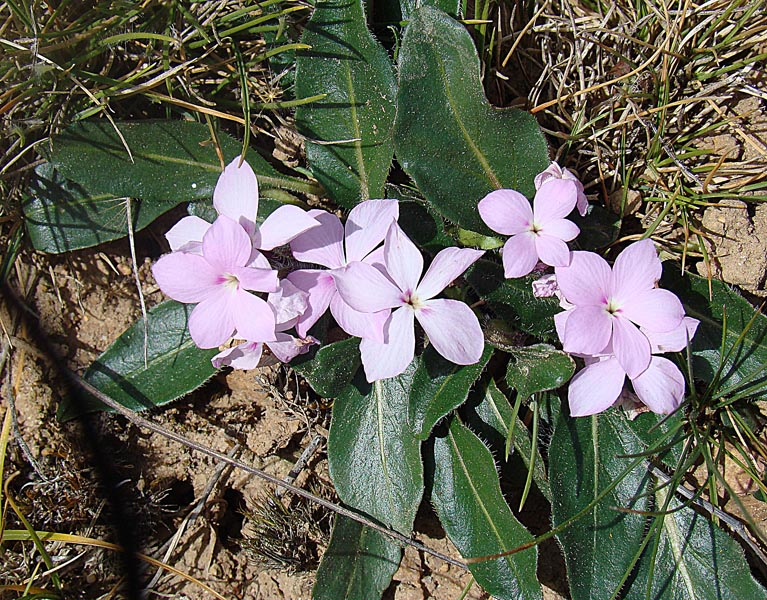
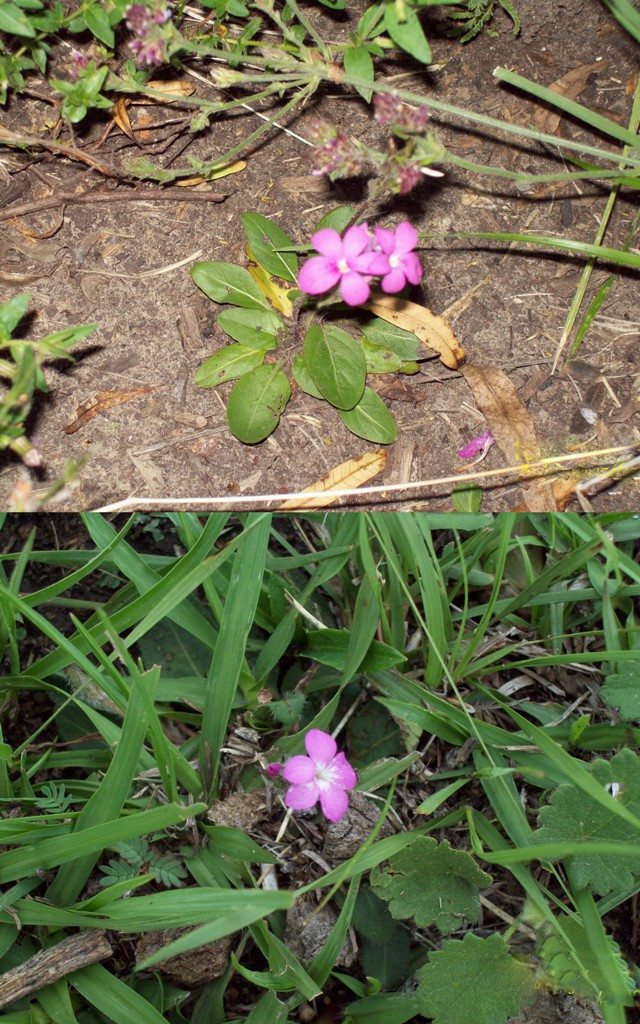
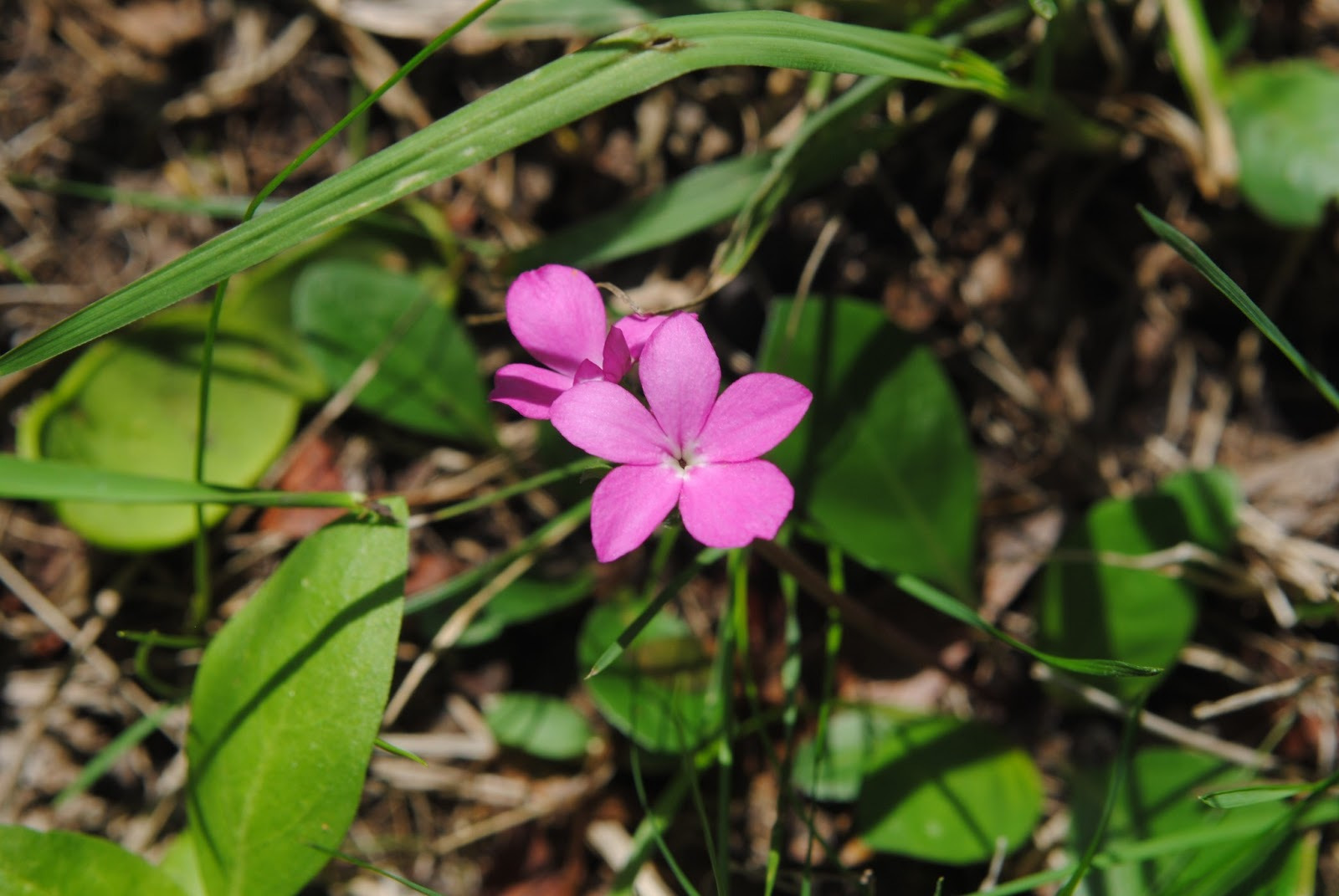
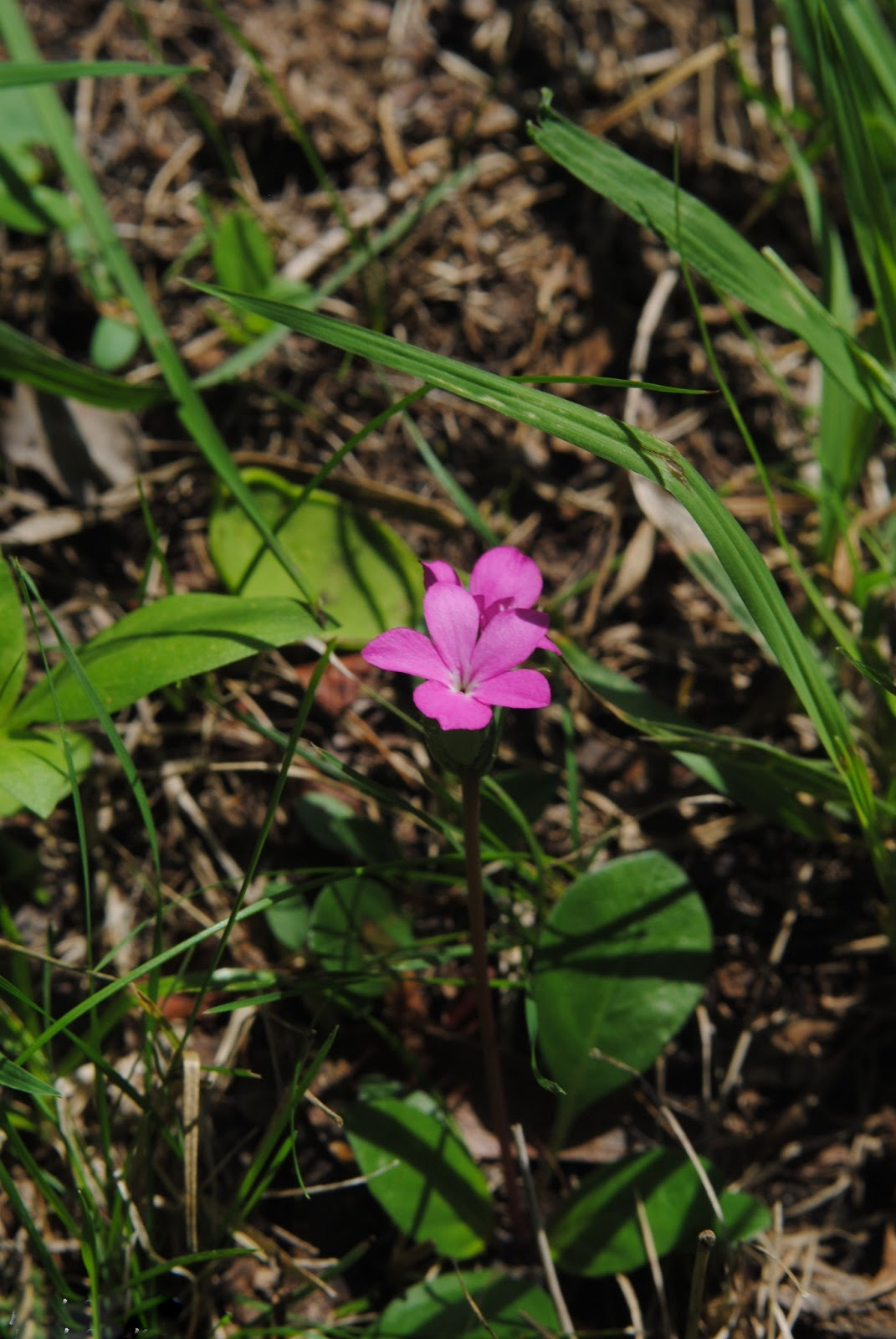
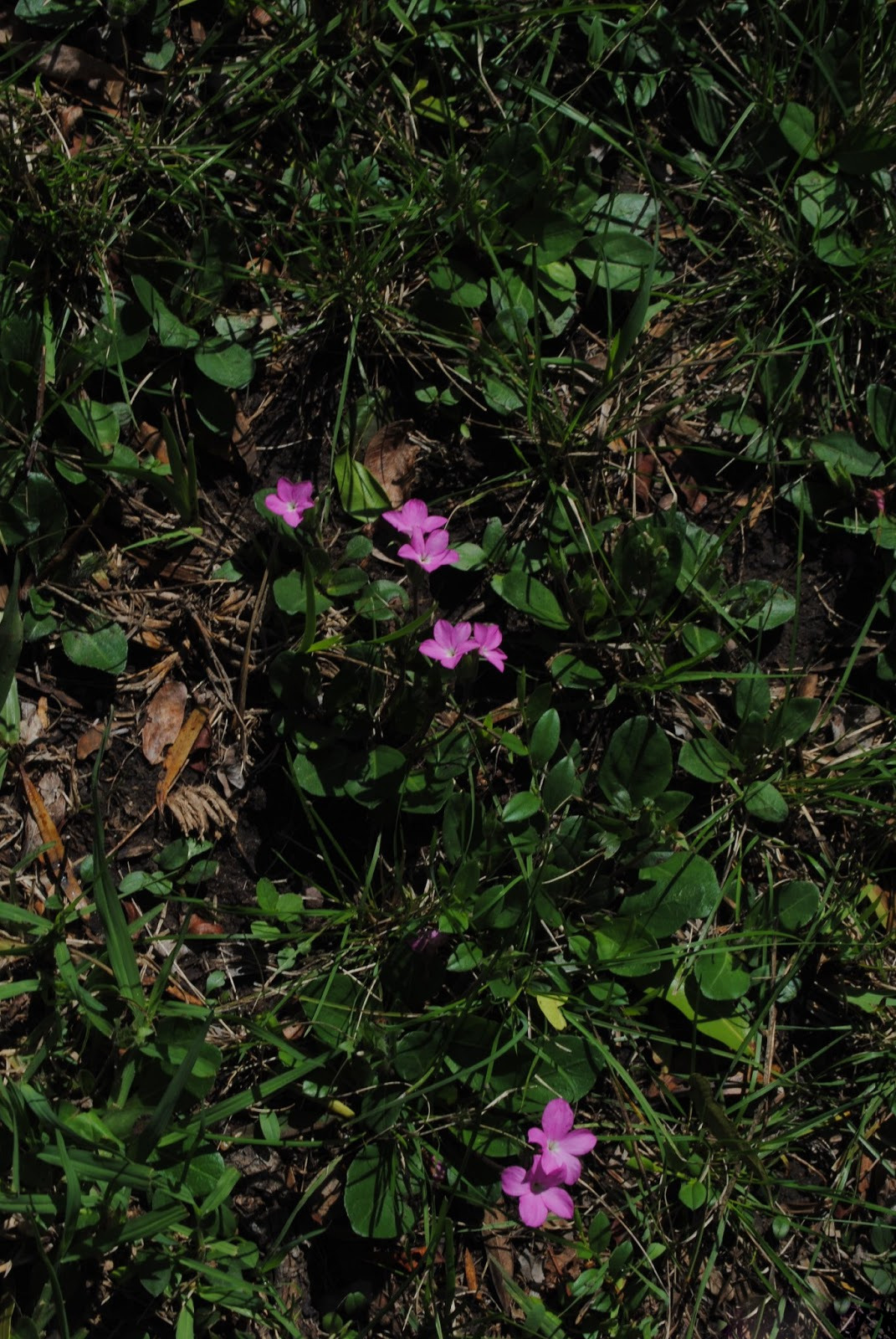
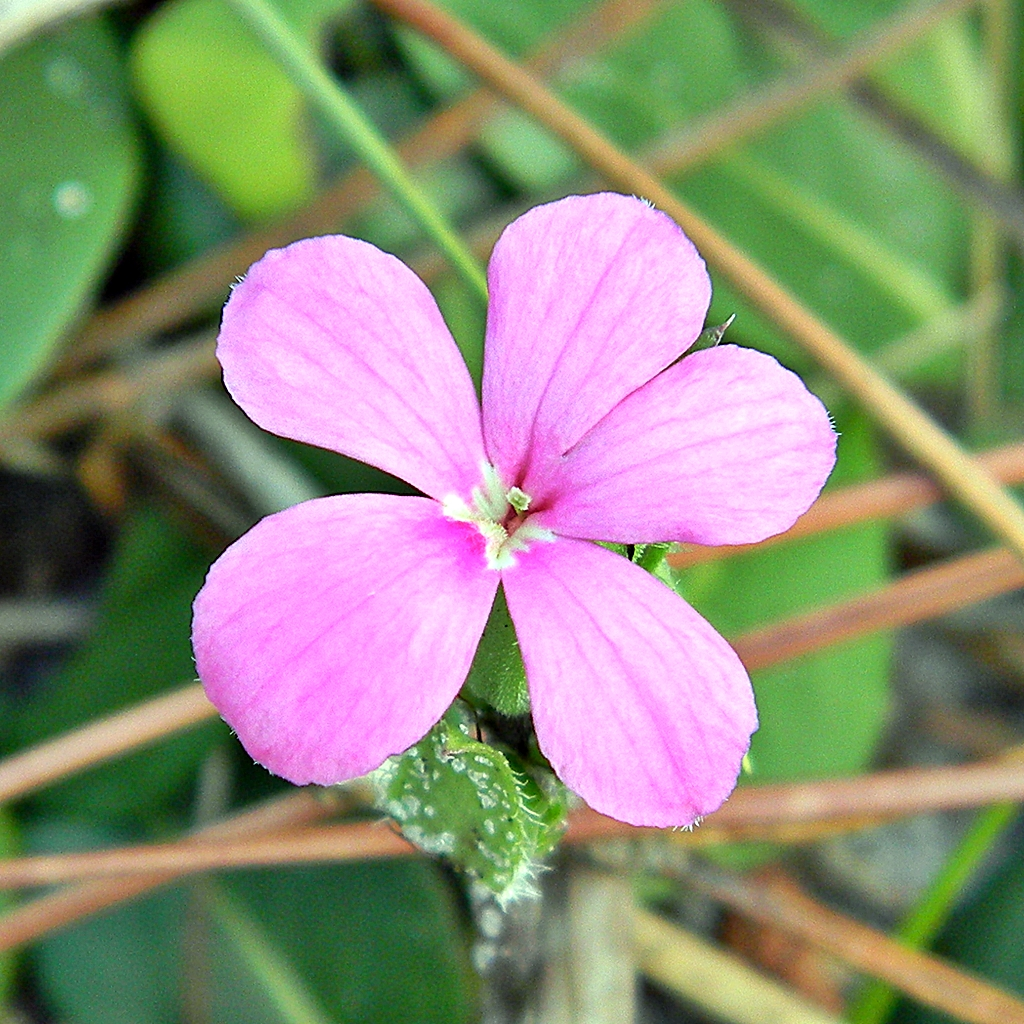

## Dottertaxa tillStenandrium, i alfabetisk ordning[1]
- Stenandrium affine
- Stenandrium afromontanum
- Stenandrium amoenum
- Stenandrium andrei
- Stenandrium arnoldii
- Stenandrium barbatum
- Stenandrium boivinii
- Stenandrium bracteosum
- Stenandrium buntingii
- Stenandrium carduaceum
- Stenandrium carolinae
- Stenandrium chameranthemoideum
- Stenandrium corymbosum
- Stenandrium crenatum
- Stenandrium diphyllum
- Stenandrium droseroides
- Stenandrium dulce
- Stenandrium ekmanii
- Stenandrium elegans
- Stenandrium fosbergii
- Stenandrium gabonicum
- Stenandrium goiasense
- Stenandrium grandiflorum
- Stenandrium guineense
- Stenandrium harlingii
- Stenandrium hatschbachii
- Stenandrium heterotrichum
- Stenandrium hirsutum
- Stenandrium humile
- Stenandrium irwinii
- Stenandrium leptostachys
- Stenandrium longifolium
- Stenandrium lyoni
- Stenandrium manchonense
- Stenandrium mandioccanum
- Stenandrium nanum
- Stenandrium nephoica
- Stenandrium ovatum
- Stenandrium pallidum
- Stenandrium pauciflorum
- Stenandrium pedunculatum
- Stenandrium perrieri
- Stenandrium pilosulum
- Stenandrium pinetorum
- Stenandrium pohlii
- Stenandrium praecox
- Stenandrium radicosum
- Stenandrium riedelianum
- Stenandrium scabrosum
- Stenandrium serpens
- Stenandrium stenophyllum
- Stenandrium subcordatum
- Stenandrium subdentatum
- Stenandrium talbotii
- Stenandrium tenellum
- Stenandrium thomense
- Stenandrium thompsonii
- Stenandrium tuberosum
- Stenandrium undulatum
- Stenandrium warneckei
- Stenandrium verticillatum
- Stenandrium villarroelii
- Stenandrium villosum
- Stenandrium wrightii